# 博斯野生動物王國
博斯野生動物王國（英語：Borth Wild Animal Kingdom），前稱博斯動物園（英語：Borth Animalarium），是一個位於英國威爾斯博斯的動物園。

## 歷史
博斯動物園在1980年代未期由罗恩和安·克劳瑟（Ron and Ann Crowther）創辦，2000年賣給琼和艾伦·穆布雷（Jean and Alan Mumbray），他們營運17年後賣盤給和迪安·特蕾西特威迪（Dean and Tracy Tweedy），當時殘破不堪的動物園急需把設施提升至現代水準。是次出售曾登上BBC節目第一秀。2019年，日久失修的動物園曾登上BBC電視節目「拯救英國最爛動物園」（Saving Britain's Worst Zoo）。
2021年2月，博斯野生動物王國因為超過£100,000未償付債務而被法院勒令清盤。

## 外部連結
- 官方网站